# 通商産業局 (琉球政府)
通商産業局（つうしょうさんぎょうきょく）は、琉球政府の行政事務部局のひとつ。第一次産業を除く各種産業や貿易を所管した。
1965年8月1日の機構改革において、経済局や建設運輸局の業務を統合したものである。

## 所掌事務
通商産業局の所掌事務は以下の通りである（1972年5月14日現在）。
- 商業に関すること
- 外資に関すること
- 工業に関すること
- 鉱業に関すること
- 観光に関すること
- 公益事業に関すること
- 計量に関すること
- 運輸に関すること
- 港湾に関すること
- 自動車損害賠償保障に関すること
- 金融機関、有価証券の発行及び公認会計士に関すること
- 気象に関すること
- 海難の審判に関すること
- 海上保安に関すること
- 郵政事業並びに電気通信、電波及び放送に関すること

## 組織
通商産業局の組織は以下の通りである（1972年5月14日現在）。

### 内部部局
- 局長直属
  - 総務課
- 商工部
  - 通商課
  - 工業課
  - 中小企業課
  - 公益事業課
- 運輸部
  - 陸運課
  - 海運課
  - 観光課

### 外局
- 金融検査庁
- 気象庁
- 海難審判庁
- 海上保安庁
- 郵政庁

### 支分部局
- 港務所

### 附属機関
- 物産検査所
- 計量検定所
- 工業研究指導所
- 海員学校
- 専用登録事務所